# Napad na ižanski grad
Napad na Ižanski grad je bil napad okoliških kmetov na ižanski grad, 21. marca 1848.
Na Kranjskem so marca 1848 novice o revoluciji na Dunaju množice pozdravile različno. V Ljubljani se je meščanstvo zbralo v gledališču, delavstvo in študentje pa so se udeležili različnih manifestacij po mestu. Najbolj navdušeni so bili kmetje, ki so od revolucije pričakovali, da bo nemudoma odpravila fevdalizem, podobno kot je pred več kot pol stoletja storila francoska revolucija.
Po ponovni vzpostavitvi oblasti Habsburžanov s koncem Ilirskih provinc 1813 so se na Kranjskem in drugod po Avstrijskem cesarstvu znova obnovile kmečke obveznosti do gosposke, kakršne so veljale pred letom 1809. Kranjski kmetje so bili v nasprotju z drugimi deželami precej bolj obremenjeni. Takratni državni poslanec Karel Aleksander Adam Ulepič (tudi Ullepitsch) je izračunal, da Kranjska - poleg Koroške - plačuje znatno več dajatev na osebo, kot druge bogatejše dežele na severu, npr. Češka, Moravska in Šlezija. Kmetje so do leta 1848 opravljali okrog 192 dni tlake, plačevali so visoke primščine, oddajali desetino od žita, vina, čebel, svinj, jagnjet, perutnine, jajc … V katastru iz leta 1844 je razvidno, da so kmetje v novomeškem okrožju plačevali celo podvojen zemljiški davek.
Takšne razmere in razveseljujoče vesti z Dunaja so leta 1848 pripeljale kranjskega kmeta k nemirom. Kmetje so za dogodke na Dunaju izvedeli 19. marca v cerkvah, resnejšo škodo pa so povzročile neresnične novice (npr., da bodo uveljavljali svoje pravice brez odškodnine), ki so jih kmetje slišali na spomladanskih krajevnih sejmih. 
Z gotovostjo je bil največji izraz kmečkega nezadovoljstva na Kranjskem viden prav z napadom na Ižanski grad (Sonnegg). Okoli 300 (tudi do 500) kmetov je 21. marca okoli osme ure zvečer napadlo in vandaliziralo prej omenjeni grad, v lasti grofa Auersperga, barona Šumberškega in Žužemberškega s Turjaka in Iga. Množica je razbila okna, vrata in pohištvo ter na dvorišču zanetila grmado, na kateri so poleg posteljnine, oblek, hrane, slik in pohištva simbolično zažgali še listine in zemljiške knjige, simbole fevdalizma. V kleti so popili nekaj vina, preostalega so razlili. Pred prihodom kmetov so grad neopaženi zapustili vsi grajski upravniki in uradniki, razen nekaj dekel in hlapcev, ki so komaj rešili živino.
Tri ure po prihodu so kmetje odšli z gradu in se napotili k ižanskemu župnišču, vendar jim je pot prekrižala konjenica, ki je prišla na pomoč iz Ljubljane. Svoje besnenje so puntarji preusmerili in napadli ter uničili gozdarjevo kočo v Namršlju pri Želimljah.
Kranjska deželna vlada je od ministrstva dobila pooblastila, da lahko v primeru nadaljevanja napadov na lastnino, razglasi izredne razmere in vzpostavi naglo sodišče ter obtoži vaške skupnosti kolektivne odgovornosti za storjeno škodo. To je vlada na Kranjskem tudi izkoristila, izredno stanje je trajalo do jeseni.
Napadi so se izvajali tudi drugod po Kranjskem, predvsem so se lotevali župnišč (npr. na Vinici) in sedežev fevdalnih gospodov. Kmetje so posegali tudi v graščakove gozdove (posekali so gozdove lanspreške graščine), lovili njegovo divjad ter si prilaščali dele travniških površin. O nemirih so poročali v bližini Tržiča, Radovljice, Kranja, Škofje Loke, Mengša, Črnomlja, Semiča, Žužemberka. V Kranju so celo pretepli komisarja. To obdobje nemirov je trajalo do prve polovice aprila. Skoraj povsod pa so kmetje sami prekinili izpolnjevanje svojih obveznostih do graščakov in s tem sami odpravili fevdalizem dolgo pred dejanskim zakonom o zemljiški odvezi.
Kranjski stanovi so se dne 8. junija 1848 pritožili deželni vladi in poročali, da so se morali pred besnimi kmeti zavarovati z vojsko. To so morale storiti graščine v okolici Ljubljane, npr. Smlednik, Mirna, Nadlišek, Polhov Gradec, Turjak, Ortnek (Ortenegg), Ribnica, Višnja Gora, Mokronog… Vojska je prenehala varovati gradove, ko so se začeli boji v Italiji.
Svoj epilog so kmetje dočakali 7. septembra, ko je cesar potrdil s strani parlamenta predlagan zakon, ki je v veljavo stopil 1. januarja 1849. Pri oblikovanju zakona o zemljiški odvezi so sodelovali tudi slovenski poslanci. Lastniki zemlje so dobili dve tretjini v denar preračunane vrednosti vseh obveznosti. Eno tretjino je plačal kmet, eno tretjino država, ena tretjina pa se je črtala. S tem je bilo fevdalizma v Avstrijskem cesarstvu tudi formalno konec.